# Resultados do Carnaval de São Paulo em 1970
Esta página contém os resultados do Carnaval de São Paulo em 1970.

## Escolas de samba

### Grupo 1
Os desfiles do grupo 1 ocorreram no dia 8 de fevereiro.
Classificação
| Legenda: Campeã Rebaixada |

| Col. | Escola                | Enredo                          | Pontos |
| ---- | --------------------- | ------------------------------- | ------ |
| 1    | Nenê de Vila Matilde  | Paulicéia Desvairada            | 102,0  |
| 2    | Unidos do Peruche     | O Rei Café                      | 98,0   |
| 3    | Acadêmicos do Tatuapé | A Cama de Gonçalo Pires         | 84,0   |
| 4    | Lavapés               | Bahia de Todos os Deuses        | 72,0   |
| 5    | Unidos de Vila Maria  | Histórias da Carochinha         | 68,0   |
| 6    | Império do Cambuci    | Histórias da Carochinha         | 68,0   |
| 7    | Morro da Casa Verde   | Segundo Casamento de D. Pedro I | 55,0   |

### Grupo 2
Os desfiles do grupo 2 ocorreram no dia 9 de fevereiro.
Classificação
| Legenda: Promovida |

| Col. | Escola                    | Enredo              | Pontos |
| ---- | ------------------------- | ------------------- | ------ |
| 1    | Mocidade Alegre           | Zumbi dos Palmares  | 103,0  |
| 2    | Príncipe Negro            |                     | 81,0   |
| 3    | Primeira de Santo Estevão |                     |        |
| 4    | Acadêmicos do Ipiranga    | Abertura dos Portos |        |
| 5    | Acadêmicos do Peruche     |                     |        |
| 6    | Folha Azul dos Marujos    |                     |        |

### Grupo 3
Os desfiles do grupo 3 ocorreram no dia 7 de fevereiro.
Classificação
| Legenda: Campeã |

| Col. | Escola                           | Enredo               | Pontos |
| ---- | -------------------------------- | -------------------- | ------ |
| 1    | Cabeções de Vila Prudente        |                      | 98,0   |
| 2    | Garotos da Chácara Santo Antônio |                      | 87,0   |
| 3    | Imperador do Ipiranga            | Revivendo a infância |        |
| 4    | Estrela Brilhante                |                      |        |
| 5    | Brasil da Cachoeirinha           |                      |        |
| 6    | Nenê de Vila Ede                 |                      |        |
| 7    | Campos Elíseos                   |                      |        |
| 8    | Unidos do Bom Retiro             |                      |        |
| 9    | Bloco Paulistão                  |                      |        |

## Cordões
Os desfiles dos Cordões ocorreram no dia 7 de fevereiro.
Classificação
| Legenda: Campeão |

| Col. | Escola                | Enredo              | Pontos |
| ---- | --------------------- | ------------------- | ------ |
| 1    | Vai-Vai               | Princesa Leopoldina | 111,0  |
| 2    | Camisa Verde e Branco | Festa das Flores    | 91,0   |
| 3    | Fio de Ouro           |                     |        |